# 海利希克罗伊茨施泰纳赫
海利希克罗伊茨施泰纳赫是德国巴登-符腾堡州的一个市镇。总面积19.61平方公里，总人口2861人，其中男性1477人，女性1384人（2011年12月31日），人口密度146人/平方公里。